# Stanisław Kozłowski (psycholog)
Stanisław Aleksandrowicz Kozłowski (ros. Станисла́в Алекса́ндрович Козло́вский, ur. 8 grudnia 1976 w Moskwie) – rosyjski psycholog, specjalista w dziedzinie neuronauki poznawczej pamięci i percepcji. Kandydat (doktor) nauk psychologicznych, docent.
Oprócz działalności dydaktycznej i naukowej aktywnie zaangażowany w promocję Runetu. Aktywny uczestnik rosyjskiej Wikipedii i dyrektor partnerstwa non-profit na rzecz promowania rozpowszechniania wiedzy encyklopedycznej „Wikimedia Ru”. Popularyzator nauki.

## Życiorys
Urodzony 8 grudnia 1976 w Moskwie.
W 1995 roku rozpoczął studia na Wydziale Psychologii Moskiewskiego Uniwersytetu Państwowego im. Łomonosowa, który ukończył z wyróżnieniem w 2000 roku i od tego czasu rozpoczął działalność dydaktyczną i naukową. Od 2014 docent Katedry Psychofizjologii.
W 2003 roku ukończył studia doktoranckie i w 2004 r. po obronie rozprawy "Psychofizjologiczne mechanizmy zachowania obrazów wizualnych w pamięci roboczej" uzyskał stopień naukowy doktora psychologii.
W latach 2005–2008 był zatrudniony w  Laboratorium Psychofizjologii Twórczości Instytutu Psychologii Rosyjskiej Akademii Nauk (RAN).
W latach 2009−2013 był m.in. kierownikiem działu metod badań neurokognitywnych w Instytucie  Badań Kognitywnych Rosyjskiego Centrum Naukowego „Instytut Kurczatowa”.
Członek szeregu organizacji naukowych – Towarzystwa Fizjologicznego im. Pawłowa RAN (od 2007), Organizacji Mapowania Ludzkiego Mózgu (Organization for Human Brain Mapping OHBM, od 2006), ACM, Międzynarodowej Organizacji Psychofizjologii przy ONZ (ang. International Organization of Psychophysiology), Międzynarodowego Towarzystwa Neuropsychologicznego (ang. International Neuropsychological Society, INS; od 2015).
W listopadzie 2023 roku ze względu na groźbę uznania go za agenta zagranicznego za działalność w organizacji Wikimedia Ru został zmuszony za „porozumieniem stron” do rezygnacji z zatrudnienia w Moskiewskim Uniwersytecie Państwowym. Jednocześnie walne zgromadzenie Wikimedia Ru podjęło decyzję o zakończeniu swojej działalności dla bezpieczeństwo wszystkich jego członków.
2 lutego 2024 roku został uznany za agenta zagranicznego.

## Działalność naukowa
Zajmował się badaniem i opracowywaniem nowych metod badań w psychofizjologii, a także praktycznym badaniem mechanizmów mózgowych ludzkiej pamięci. Wspólnie z A. Wartanowem stworzył nowy kierunek badań naukowych pod nazwą analiza psycho-morfometryczna mózgu z rezonansem magnetycznym. Podstawą tej metody jest zasada neuroplastyczności pozwalająca  wykryć powiązania między cechami rozwojowymi niektórych części mózgu. Ponadto S. Kozłowski ujawnił różnicę w rolach między lewym i prawym hipokampem, w szczególności jak jego różne części wpływają na zapewnienie pamięci werbalnej i wzrokowej. Wykazał rolę jąder ogoniastych, obszarów zakrętów obręczy, a także ciał suteczkowatych w różnych procesach kontroli poznawczej i pamięci. Ponadto zaproponował autorskie psychofizjologiczne modele ludzkiej pamięci.
Jest autorem ponad 120 prac naukowych opublikowanych w rosyjskich i zagranicznych wydawnictwach i czasopismach, oraz ponad dwudziestu podręczników edukacyjnych i dydaktycznych.

## Działalność dydaktyczna
Na Wydziale Psychologii uniwersytetu moskiewskiego prowadził wykładów z „Fizjologii systemów sensorycznych", „Fizjologii wyższej aktywności nerwowej", „Psychofizjologii" dla studentów 2 i 3 roku, a także wykłady „Mechanizmy pamięci" i „Metody tomograficzne w psychofizjologii" dla studentów specjalności „Psychofizjolodzy". Na Wydziale Fizyki wykładał przedmiot „Neuronauka poznawcza" w ramach „Podstaw nauk kognitywnych" dla studentów 5 roku specjalizacji związanej z nanotechnologią.

## Działalność społeczna i ekspercka

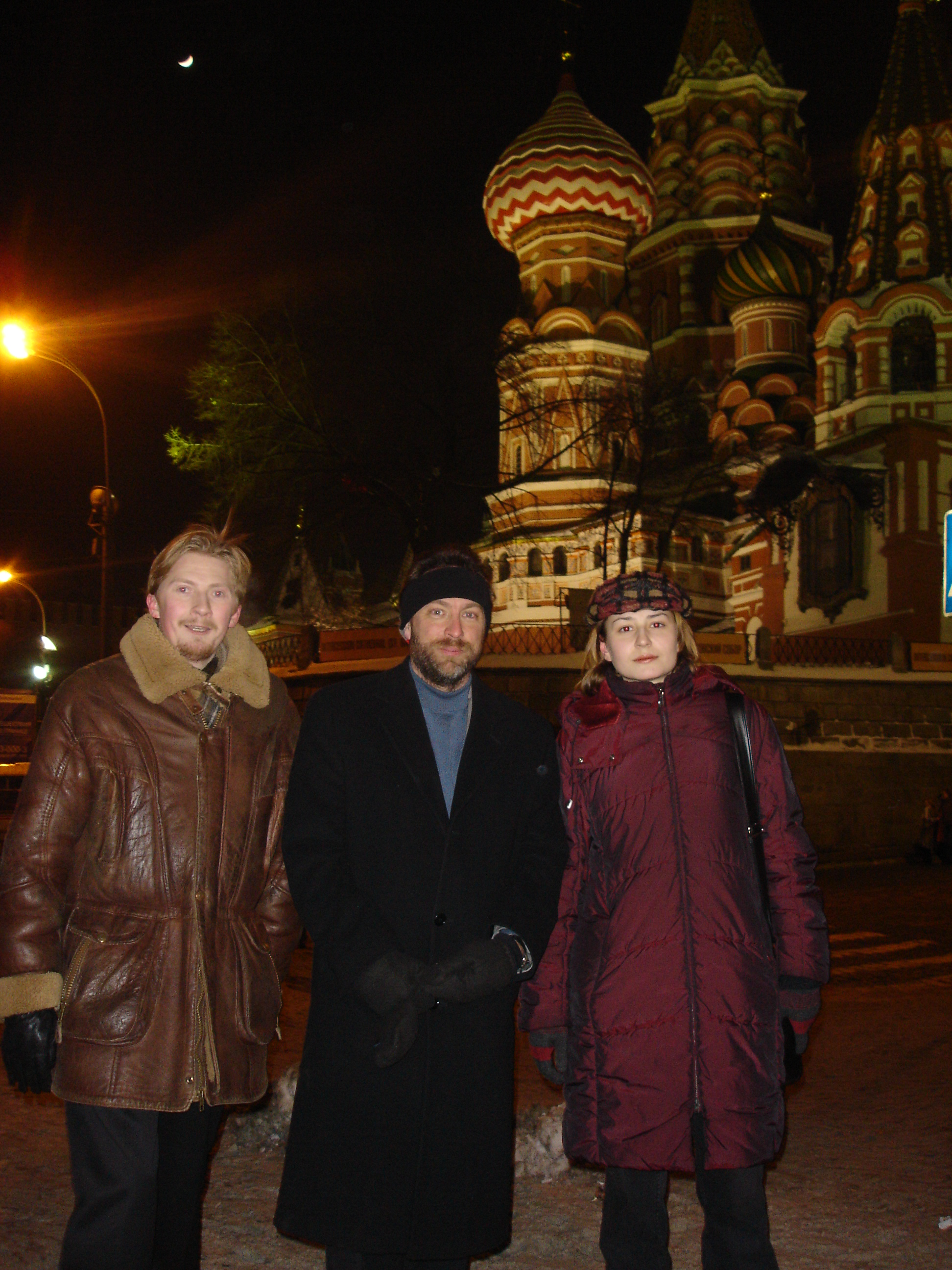
Stanisław Kozłowski i Jimmy Wales w Moskwie, 2006

Aktywnie zajmował się promocją RuNetu. Od 2003 r. znany uczestnik rosyjskojęzycznej wikipedii i jeden z jej pierwszych administratorów. Od 29 sierpnia 2009 r. był dyrektorem wykonawczym partnerstwa non-profit wspierania rozpowszechniania wiedzy encyklopedycznej „Wikimedia Ru", a od maja do listopada 2023 r. – jej dyrektorem. Przez wiele lat zajmował się popularyzacją Wikipedii i swobodnym rozpowszechnianiem wiedzy w Rosji. Jest jednym z autorów monografii zbiorowych poświęconych zagadnieniom domeny publicznej i wolnych licencji w prawie autorskim: Prawa autorskie w Internecie. Perspektywy systemu praw autorskich i wsparcie domeny publicznej (2012), Transformacja praw autorskich w Internecie. Zagraniczne trendy, modele biznesowe, zalecenia dla Rosji (2013), Domena publiczna (2016).
Występował jako zaproszony mówca na największych rosyjskich konferencjach dotyczących technologii informacyjnych, takich jak iComference, RIW, Rosyjskie Forum Zarządzania Internetem, Komunikacja-Expokom itp. Uczestnik kilku konferencji polskiej wikipedii, m.in. w 2011 (Wrocław), 2012 (Łódź), 2014 (Poznań), i spotkania CEE w Warszawe w 2017 r.
W kwietniu 2011 roku w Rosyjskiej Bibliotece  Państwowej dla Młodzieży brał udział w spotkaniu D. Medwiediewa z przedstawicielami społeczności internetowej.
W latach 2011–2013 był współautorem nowelizacji Części IV Kodeksu Cywilnego FR wprowadzających do rosyjskiego prawa otwarte licencje (art. 1281.1) oraz wolność panoramy (art. 1276).
Jest autorem staspleksu, największej na świecie liczby mającej własną nazwę .

## Nagrody i wyróżnienia
- 2006 – Laureat programu „Najlepsi kandydaci i doktorzy nauk” prowadzonego przez Rosyjską Akademię Nauk i Fundację Wspierania Nauk Ojczystej (w kategorii „Najlepsi kandydaci nauk”).
- 2008 – Nagroda im. I. W. Kurczatowa w obszarze badania i rozwój w dziedzinie informatyki, techniki obliczeniowej i zarządzania za stworzenie (wspólnie z A.W. Wartanowem) nowej metody przetwarzania obrazów tomograficznych, która pozwala znacznie zmniejszyć zakres dynamiczny reprezentowanych wartości intensywności sygnału MRI z zbiorem ważnych szczegółów  obrazu, pozostawiając je kontrastujące w równym stopniu w obszarze wysokich i niskich zakresów jasności[1].
- 2009 – Pierwsze miejsce w Ogólnorosyjskim konkursie artykułów popularnonaukowych i filmów dokumentalnych „Nauka dla społeczeństwa”, organizowanym przez Ministerstwo Edukacji i Nauki Rosji oraz Moskiewski Uniwersytet Państwowy im. M.W. Łomonosowa (w nominacji „Najlepszy artykuł popularnonaukowy”)[1].
- 2016 – Pierwsza nagroda konkursu prac przyczyniających się do rozwiązania zadań Programu Rozwoju Uniwersytetu Moskiewskiego (w kategorii "Osiągnięcia w działalności badawczej”)[1].

## Publikacje
- Sozinova E. V., Kozlovskiy S. A., Vartanov A. V., Skvortsova V. B., Pirogov Y. A., Anisimov N.V., Kupriyanov D.A. The role of hippocampus parts in verbal memory and activation processes. International Journal of Psychophysiology. 2008. Т. 69. № 3. p. 312.
- Kozlovskiy S. A., Pyasik M. M., Vartanov A. V., Nikonova E. Yu.Verbal working memory: magnetic resonance morphometric analysis and a psychophysiological model. Psychology in Russia: State of the Art. 2013. Т. 6. № 3. pp. 19-30.
- Kozlovskiy S., Vartanov A., Pyasik M., Nikonova E., Boris V. Anatomical Characteristics of Cingulate Cortex and Neuropsychological Memory Tests Performance. Procedia– Social and Behavioral Sciences. 2013. Т. 86. p. 128.
- Kiselnikov A. A., Sergeev A. A., Dolgorukova A. P., Vartanov A. V., Glozman J. M., Kozlovskiy S. A., Pyasik M.M. Psychophysiological mechanisms of color-emotional semantic. International Journal of Psychophysiology. 2014. Т. 94. № 2. p. 241.
- Козловский С. Скорость мысли. «Компьютерра». № 26-27. 2004-07-20
- Козловский С. Как стать Вольтером, или самая свободная энциклопедия. «Компьютерра».  № 26-27. 2004-10-04
- Козловский С. А., Багдасарова С. А., Медейко В. В., Цапенко А. М. Открытое наследие: взаимодействие вики-сообществ и учреждений культуры для продвижения культурного наследия: методическое пособие / под общ. ред. С. А. Козловского. – М.: Астро Дизайн, 2018. – 106 с. ISBN 978-5-9901753-2-7 : 300 экз.